# 泉蔵院 (埼玉県三芳町)
泉蔵院（せんぞういん）は、埼玉県入間郡三芳町にある真言宗智山派の寺院。

## 歴史
1654年（承応3年）に開山された。ただ、当院の境内に古い板碑や宝篋印塔が残されていることから、その歴史は更に遡る可能性がある。同県新座市大和田の普光明寺の末寺である。
江戸時代の一時期、寺子屋を運営していたことがあり、教え子が師匠のために造立した筆子塚が残されている。

## 交通アクセス
- 路線バス中野停留所より徒歩16分。